# スティーブ・マリングス
スティーブ・マリングス（Steve Mullings, 1982年11月28日 - ）は、ジャマイカの陸上選手。専門は短距離走。2009年世界陸上競技選手権大会にジャマイカ代表として出場した。400mリレー決勝では1走を務め、37秒31の大会新記録で優勝した。
だが2011年8月、ドーピング検査で陽性反応を示したため27日開幕の世界選手権の代表から外された。
2011年11月21日、ジャマイカの反ドーピング機関は2度目のドーピング違反が見つかったマリングスを永久失格にしたと発表した。

## 主な実績
| 種目 | 大会       | 記録   | 結果 | 日時      | 風      | 場所             |
| ---- | ---------- | ------ | ---- | --------- | ------- | ---------------- |
| 200m | 世界選手権 | 19秒98 | 5位  | 2009/8/20 | -0.3m/s | ドイツ、ベルリン |

## 自己記録
- 60m：6秒59（ 2004年3月6日）
- 100m：9秒80（+1.3+m/s）（2011年6月4日、世界歴代9位）
- 200m：19秒98 （-0.3m/s）（2009年8月20日）